# Chorobrów (obwód lwowski)
Chorobrów (ukr. Хоробрів, Chorobriw), 1951–1993 Prawda (ukr. Правда) – wieś na Ukrainie w obwodzie lwowskim, w rejonie czerwonogrodzkim. Liczy 642 mieszkańców.

## Historia
Wieś tenuty chorobrowskiej w XVIII wieku. W II Rzeczypospolitej do 1934 samodzielna gmina jednostkowa. Następnie należała do zbiorowej wiejskiej gminy Chorobrów w powiecie sokalskim w woj. lwowskim, której była siedzibą. 
W latach 1943–1944 nacjonaliści ukraińscy z OUN-UPA zamordowali tutaj 51 Polaków, grabiąc i paląc polskie zagrody.
Po wojnie wieś weszła w skład powiatu hrubieszowskiego w woj. lubelskim. W 1946 roku mieszkańcy zostali przymusowo wysiedleni do Związku Radzieckiego, głównie w okolice obwodu tarnopolskiego. W 1951 roku wieś wraz z niemal całym obszarem gminy Chorobrów została przyłączona do Związku Radzieckiego w ramach umowy o zmianie granic z 1951 roku; zmieniono nazwę na Prawda (ukr. Правда). W 1953 roku wieś została ponownie zamieszkana. W 1993 roku przywrócono nazwę wsi – Chorobrów (ukr. Хоробрів). W 2011 roku postawiony został pomnik z okazji 20-lecia niepodległości Ukrainy.

## Zabytki
- Drewniana cerkiew św. Kuźmy i Demiana (ukr. церква св. Кузьми і Дем'яна) z 1864 roku[10].